# Nossen
Nossen est une ville de Saxe (Allemagne), située dans l'arrondissement de Meissen, dans le district de Dresde. Elle est arrosée par la Mulde de Freiberg.

## Municipalité
Outre la ville de Nossen, plusieurs villages et localités font partie de la municipalité de Nossen: Deutschenbora, Elgersdorf, Göltzscha, Gohla, Heynitz (connu pour son château de Heynitz), Ilkendorf, Katzenberg, Kottewitz, Mahlitzsch, Mergenthal, Radewitz, Wendischbora, Wuhsen, Wunschwitz, Altzella (connu pour l'abbaye d'Altzelle), Eula, Augustusberg, Lindigt.

## Architecture
- Château de Nossen